# RNK vodič
RNK vodič ili gRNK (engleski guide RNA, gRNA) jest onaj RNK koji vodi umetanje i ili brisanje ostataka uridina u mitohondrijski RNK-a (mRNK) u kinetoplastidske protiste u procesu znanom kao uređivanje RNK-a. 
Izrazi RNK vodič ili gRNK također se rabe u uređivanju DNK-a u slučaju Cas9.